# Edelithus puer
Espèce
Edelithus puer est une espèce d'araignées aranéomorphes de la famille des Phrurolithidae.

## Distribution
Cette espèce est endémique du Yunnan en Chine,. Elle se rencontre dans le xian de Mengla.

## Description
Le mâle holotype mesure 1,95 mm et la femelle paratype 2,21 mm.

## Systématique et taxinomie
Cette espèce a été décrite par Liu et Li en 2022.

## Publication originale
- Liu, Ying & Li, 2022 : « One new genus and two new species of the spider family Phrurolithidae (Arachnida, Araneae) from Xishuangbanna Tropical Botanical Garden, southwest China. » ZooKeys, no 1117, p. 71-94 (texte intégral).